# Еуријала
Еуријала (грч. Εὐρυάλη) је у грчкој митологијији било име више личности. 

## Митологија
1. Била је кћерка критског краља Миноја, која је са Посејдоном имала сина Ориона.[1]
2. Била је једна од горгона, која је за разлику од своје сестре Медузе, била бесмртна, попут друге сестре, Стено. Такође, Стено и Еуријала су биле анђеоски лепе, према Хесиодовој теогонији. Њено име има значење „широко корача“, али можда и „дама од широког, сланог мора“, што би било прикладно име за потомка морског божанства. Као њени родитељи се, наиме, наводе Горгон и Кето. У разним причама се помињао њен („вишегрлени“) дубок и гласан плач (урлик), посебно када је Персеј убио њену сестру, Медузу.[2]
3. Амазонка, која се борила у Ејетовој војсци против Персеја.[3]